# Miles Sparrowhawk
Die Miles M.5 Sparrowhawk (dt. Sperber) war ein einsitziges Rennflugzeug des britischen Herstellers Miles Aircraft.

## Entwicklung und Konstruktion

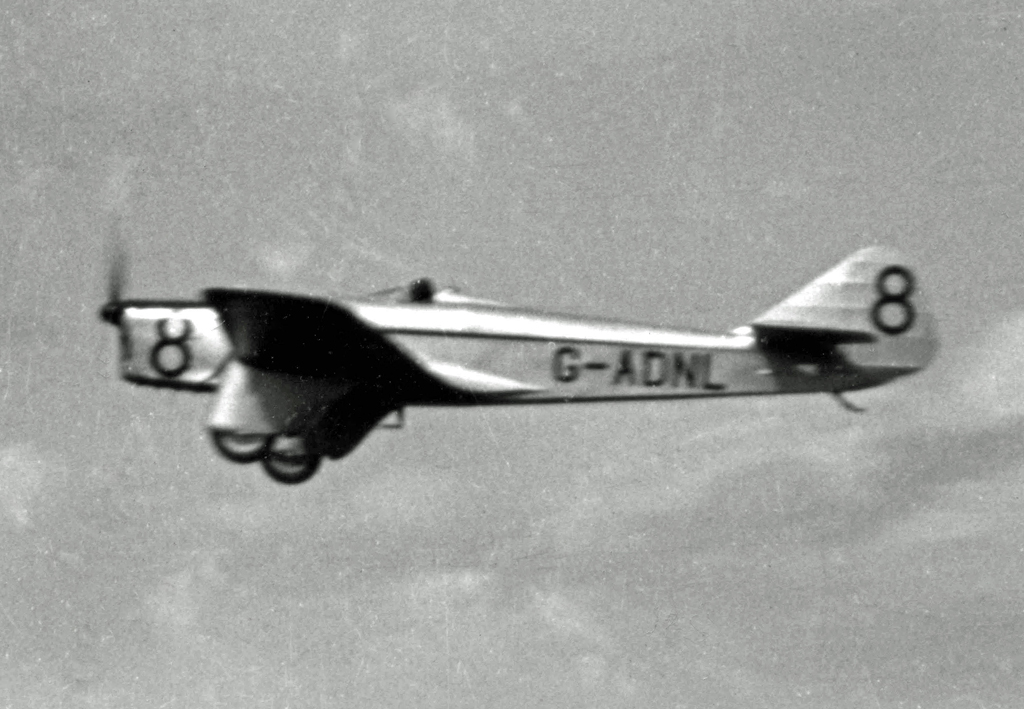
Prototyp der Sparrowhawk 1949

Der Prototyp der Sparrowhawk wurde aus Komponenten der Miles Hawk für Frederick George Miles’ Teilnahme am King’s Cup Race 1935 konstruiert. Der Rumpf der Hawk wurde verkürzt, das Cockpit auf einen Sitz mit einer möglichst niedrigen Sitzposition reduziert und die Oberkante tiefergelegt. Als Antrieb diente eine spezielle, hochverdichtende Version des de Havilland Gipsy Six. Des Weiteren wurde die Spurweite des Hauptfahrwerks verbreitert.

## Nutzung
Das King’s Cup Race 1935 wurde an zwei aufeinanderfolgenden Tagen durchgeführt, wobei am ersten Tag (6. September) für die 32 Teilnehmer ein Rundflug über 947 mi (1.524 km) auf dem Programm stand. Am zweiten Tag musste von den verbliebenen 20 Startern ein Dreieckskurs von 51 mi (82 km) siebenmal durchflogen werden. Obwohl Miles mit einer Durchschnittsgeschwindigkeit von 163,64 mph (263,35 km/h) auf der Rundflugstrecke den ersten Platz und mit 172,38 mph (277,42 km/h) auf dem Dreieckskurs sehr gute Leistungen erflog, konnte er wegen der Handicapregelung in der Gesamtwertung nur den neunten Platz erreichen.
Weitere fünf Exemplare mit der Bezeichnung M.5A wurden ebenfalls für Teilnehmer späterer Luftrennen gebaut, von denen drei an die Eigentümer ausgeliefert wurden. Diese Maschinen erregten jedoch durch ihre Rennteilnahme wenig Aufsehen. Im Jahr 1936 nahm Victor Smith mit der Sparrowhawk mit dem Kennzeichen G-AELT am Schlesinger Race von Portsmouth nach Johannesburg teil. Er hatte jedoch hinter Salonika Probleme mit der Ölversorgung und schied schließlich in Khartum aus. Die letzten beiden Sparrowhawks wurden im Jahr 1936 gebaut, flogen jedoch nicht vor 1940. Eine der beiden Maschinen wurde vom Royal Aircraft Establishment für die Erforschung von Klappen mit hohem Auftrieb umgebaut. Später wurde sie wieder zurückgebaut und diente als Verbindungsflugzeug. Die sechste Sparrowhawk wurde mit Tragflächen kleiner Spannweite und breiten Klappen ausgerüstet und diente ebenfalls Forschungszwecken.
Der Prototyp überstand den Zweiten Weltkrieg und wurde vom Testpiloten der Fairey Aviation Company C.G.M. Alington bis 1950 bei diversen Luftrennen im Vereinigten Königreich geflogen. Ende 1953 wurde er von Fred Dunkerley zu einem strahlgetriebenen Rennflugzeug umgebaut. Der vordere Rumpfteil und das Heck wurden dafür modifiziert und die Maschine mit der Bezeichnung M.77 Sparrowjet versehen. Die Sparrowjet wurde von zwei, in den Tragflächenwurzeln integrierten Gasturbinen vom Typ Turbomeca Palas angetrieben. Im Jahr 1957 erreichte sie schließlich ihr ursprüngliches Ziel und gewann das King’s Cup Race mit einer Durchschnittsgeschwindigkeit von 228 mph (367 km/h).
Eine der Maschinen wurde im Oktober 1937 nach Südafrika verkauft und dort unter dem Luftfahrzeugkennzeichen ZS-ANO zugelassen. Sie wurde mit einer Cockpithaube ausgestattet und 1940 von der South African Air Force zum Militärdienst eingezogen.

## Versionen
M.5
Prototyp, angetrieben von einem de Havilland Gipsy Major mit 147 PS (108 kW), ein Exemplar gebaut
M.5A
Serienversion, angetrieben von einem Havilland Gipsy Major I mit 130 PS (96 kW), fünf Exemplare gebaut
M.77 Sparrowjet
Umbau der M.5, angetrieben von zwei Strahltriebwerken des Typs Turbomeca Palas

## Betreiber
Südafrikanische Union
- South African Air Force

 Vereinigtes Königreich
- Zivile Eigentümer
- Royal Aircraft Establishment

## Technische Daten
| Kenngröße             | Daten                                            |
| --------------------- | ------------------------------------------------ |
| Besatzung             | 1                                                |
| Länge                 | 23,5 ft (7,16 m)                                 |
| Spannweite            | 28 ft (8,53 m)                                   |
| Höhe                  | 5,58 ft (1,7 m)                                  |
| Flügelfläche          | 138 ft² (12,8 m²)                                |
| Leermasse             | 1.080 lb (490 kg)                                |
| max. Startmasse       | 1.750 lb (794 kg)                                |
| Höchstgeschwindigkeit | 180 mph (290 km/h)                               |
| Dienstgipfelhöhe      | 12.470 ft (3.801 m)                              |
| Reichweite            | 415 mi (668 km)                                  |
| Triebwerke            | 1 × de Havilland Gipsy Major mit 147 PS (108 kW) |